# Bygdeå
Bygdeå est une ville de la municipalité de Robertsfors dans le Västerbotten en Suède.

## Géographie
Bygdeå est située sur la route européenne 4 à environ 15 km au sud de Robertsfors et à 5 km au sud de Bäck. 

## Histoire
Bygdeå s'appelait autrefois Skinnarbyn et formait le centre de la paroisse de Bygdeå. Bygdeå est mentionné comme Bygda à partir de 1314.
L'une des dernières batailles de la guerre de Finlande entre la Russie et la Suède a lieu au sud de Bygdeå en mars 1809. Dans le cimetière, il y a une réplique du monument funéraire d'un officier russe, Semyon Gotovtsov, qui a été tué au combat.

## Personnalité
- Johan Anders Linder (1783-1877), pasteur, écrivain, architecte et peintre, y est né.